# Manuel Salgado Zenha
Manuel Salgado Zenha, primeiro e único Barão de Salgado Zenha em Portugal e no Brasil ComNSC • GCNSC (Braga, Arcos, 2 de janeiro de 1837 — Rio de Janeiro, 23 de junho de 1894) foi um comerciante e banqueiro luso-brasileiro.
Filho de Rodrigo Cardoso Salgado Zenha e Antónia Felizarda da Silva, casou-se com Rita Marques Ferreira, com quem teve três filhos.
Imigrou ainda criança para o Brasil, onde foi sócio sucessivamente de diversas firmas comerciais: João José dos Reis & Cia., depois da Rio, How, Zenha & Silveira por mais de vinte anos; depois da Zenha & Silveira. Desfez-se da empresa para dedicar-se ao ramo bancário, chegando a presidente do Banco Nacional Brasileiro.
Agraciado 1.º Barão de Salgado Zenha no Brasil por D. Pedro II do Brasil a 20 de Julho de 1889 e 1.º Barão de Salgado Zenha em Portugal por D. Carlos I a 3 de Dezembro de 1891, foi também Oficial da Imperial Ordem da Rosa, Comendador e Grã-Cruz da Ordem de Nossa Senhora da Conceição de Vila Viçosa.
Casou no Rio de Janeiro em 1859 com Rita Marques Ferreira (Rio de Janeiro, 1842 - Rio de Janeiro, 25 de Junho de 1928), filha de António Marques Ferreira, do Porto, e de sua mulher Umbelina Rosa Moniz, do Rio de Janeiro, de quem teve duas filhas e um filho:
- Elisa Salgado Zenha (Rio de Janeiro, 27 de Outubro de 1938), casada com Jerônimo Roberto de Mesquita, 2.º Barão de Mesquita
- Rodrigo Salgado Zenha
- Henriqueta Salgado Zenha (Rio de Janeiro, 13 de Julho de 1863 - Rio de Janeiro, 29 de Maio de 1933)

Foi tio-avô e tio-bisavô de Francisco Salgado Zenha.